# 洛卡泰洛
洛卡泰洛（義大利語：Locatello），是意大利贝加莫省的一个市镇。总面积3.75平方公里，人口836人，人口密度222.9人/平方公里（2009年）。国家统计（ISTAT）代码为016127。